# Arnd Ludwig
Arnd „Lupo“ Ludwig (* 15. Januar 1967) ist ein ehemaliger deutscher Volleyballspieler und gegenwärtiger -trainer.

## Karriere
Ludwig spielte während seiner aktiven Zeit als Volleyballspieler zehn Jahre lang in der deutschen Bundesliga (unter anderem beim VBC Paderborn und bei der TuS Kriftel) und gehörte der deutschen Jugend- bzw. Juniorennationalmannschaft an. Er studierte Lehramt an der Universität Paderborn und arbeitete nach dem Ende seiner Spielerkarriere von 1995 bis 1999 als Mathematik- und Sportlehrer an einer deutschen Schule.
1998 übernahm er als Trainer die Frauenvolleyballmannschaft des SSV Ulm 1846, die zu diesem Zeitpunkt in der 2. Bundesliga spielte. In seiner ersten Saison gelang Ludwig mit dem Verein der Aufstieg in die Bundesliga. In den kommenden drei Jahren spielte er mit dem SSV Ulm in dieser Liga. Ab 1999 war er zugleich Co-Trainer von Lee Hee-wan bei der deutschen Frauen-Nationalmannschaft. Mit dieser gelang überraschenderweise die Qualifikation für die Olympischen Sommerspiele 2000 in Sydney, wo das Team den sechsten Rang belegte, die Teilnahme an der Europameisterschaft 2001 in Bulgarien sowie der dritte Platz beim World Grand Prix 2002. 2002 gab Ludwig beide Trainerposten auf und übernahm den Posten des Cheftrainers beim Dresdner SC. Mit dem Dresdner Verein gelang in den Saisons 2004/05 und 2005/06 jeweils der dritte Platz in der Meisterschaftswertung. 2007 folgten der Gewinn der Deutschen Meisterschaft sowie der Finaleinzug im DVV-Pokal. In der Saison 2007/08 wurde das Team Vizemeister und es gelang der dritte Platz im europäischen Challenge-Cup 2007/08.
Anfang 2009 gab der Dresdner SC den Abgang von Ludwig zum Ende der Saison 2008/09 bekannt. Arnd Ludwig übernahm im Mai 2009 die Kanadische Volleyballnationalmannschaft der Frauen. Sein Nachfolger bei den Dresdner Volleyballerinnen wurde Alexander Waibl. Ludwig nahm mit der kanadischen Nationalmannschaft an den Weltmeisterschaften 2010 in Japan und 2014 in Italien, an den Panamerikanischen Spielen in 2011 in Guadalajara (Mexiko) und 2015 in Toronto (Kanada) sowie an den World Grand Prix in 2014, 2015 und 2016 teil. Im Januar 2017 teilte die Volleyball Canada Association mit, dass Marcello Abbondanza ab Mai 2017 Nachfolger Ludwigs als Cheftrainer der Frauennationalmannschaft wird.
Seit 2020 ist Ludwig Headcoach der „Bisons“, der Männer-Volleyballmanschaft an der University of Manitoba. 2023 war er zudem als Cheftrainer der U21-Männer-Volleyballnationalmannschaft Kanadas tätig. Er führte das Team beim Pan-American-Volleyball-Cup zur Bronzemedaille.

## Privates
Ludwig ist mit einer Kanadierin verheiratet und Vater von zwei Kindern.